# Шпрінге
Шпрінге (нім. Springe) — місто в Німеччині, в землі Нижня Саксонія.
Входить до складу району Ганновер. Займає площу 159,78 км ². Офіційний код — 03 2 41 017.
Місто поділяється на 12 міських районів.

## Населення
Населення становить 28 948 ос. (станом на 31 грудня 2021).
Динаміка:
| Рік  | Населення |
| ---- | --------- |
| 1990 | 29 533    |
| 1995 | 29 830    |
| 2000 | 29 997    |
| 2005 | 29 823    |
| 2010 | 29 356    |

## Галерея

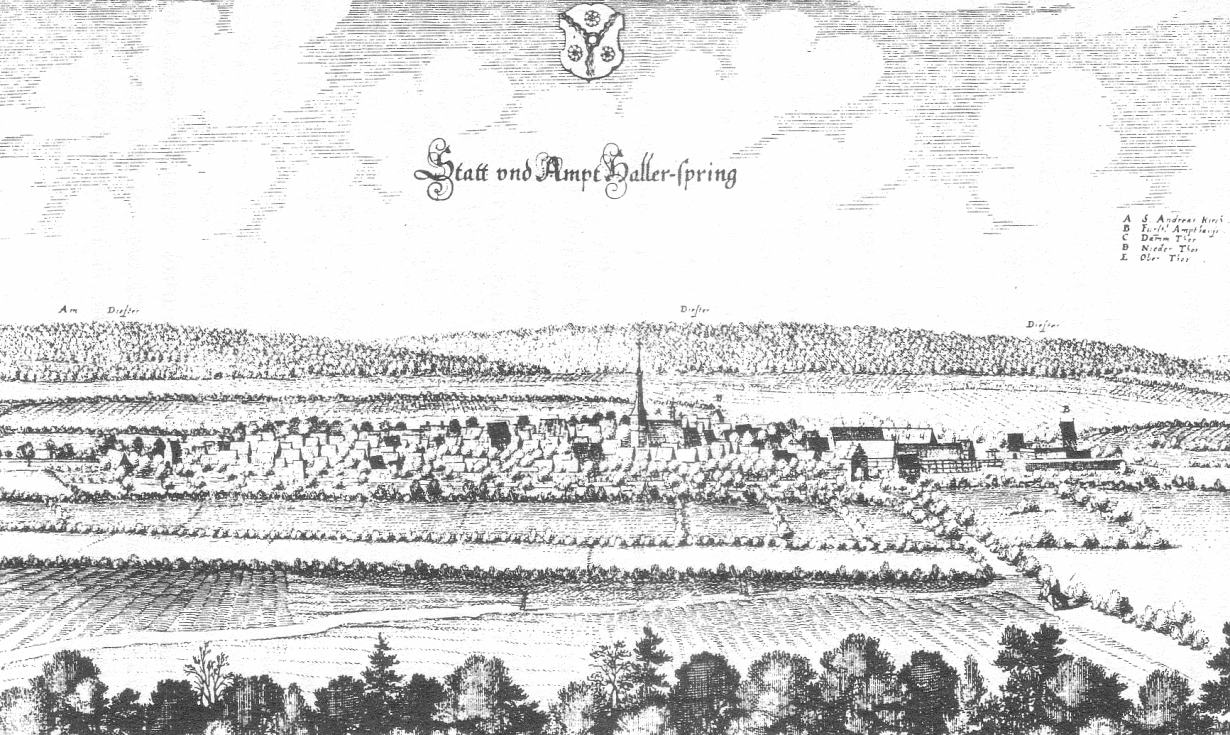
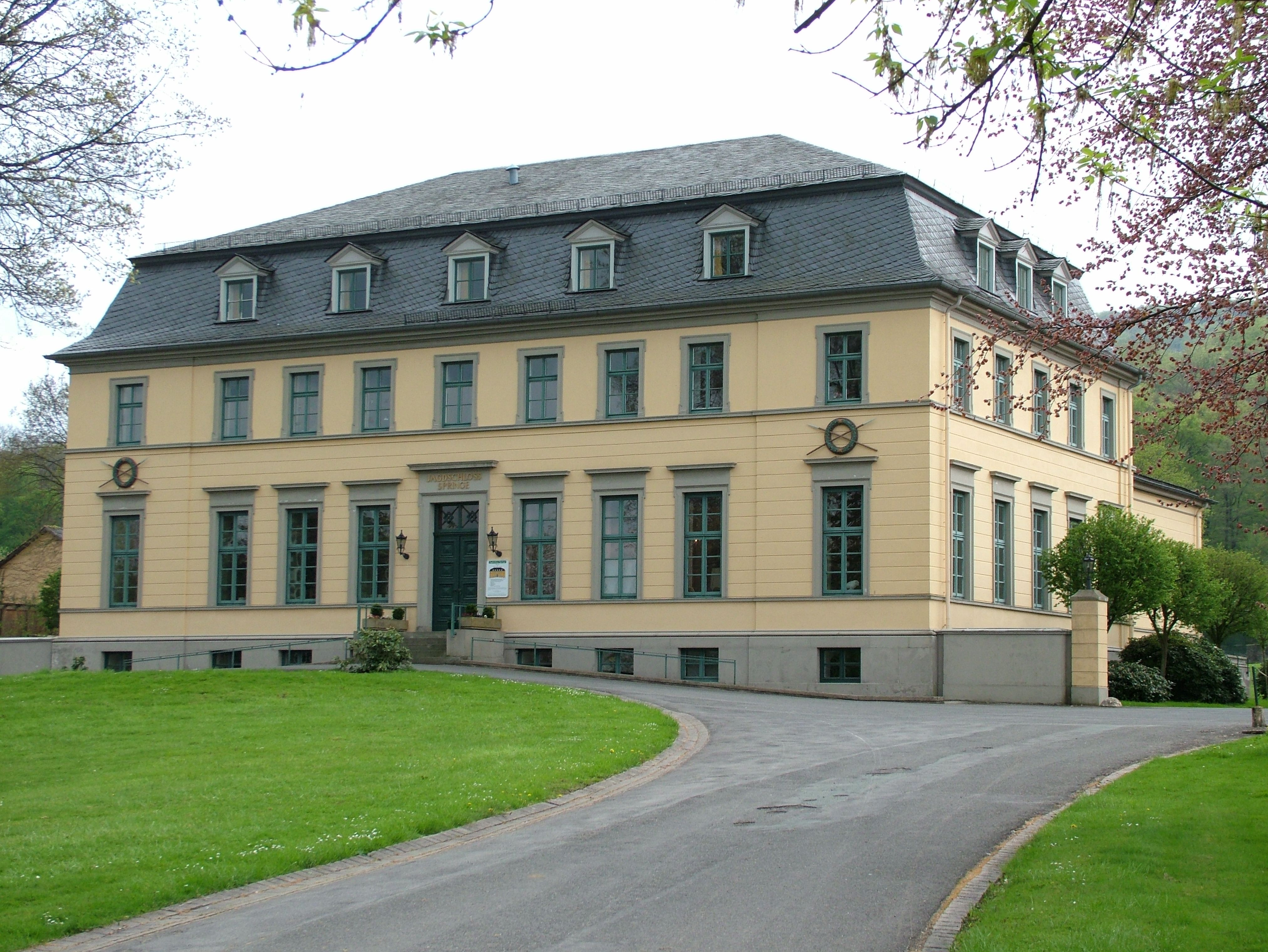
«Мисливський замок» у Шпрінге
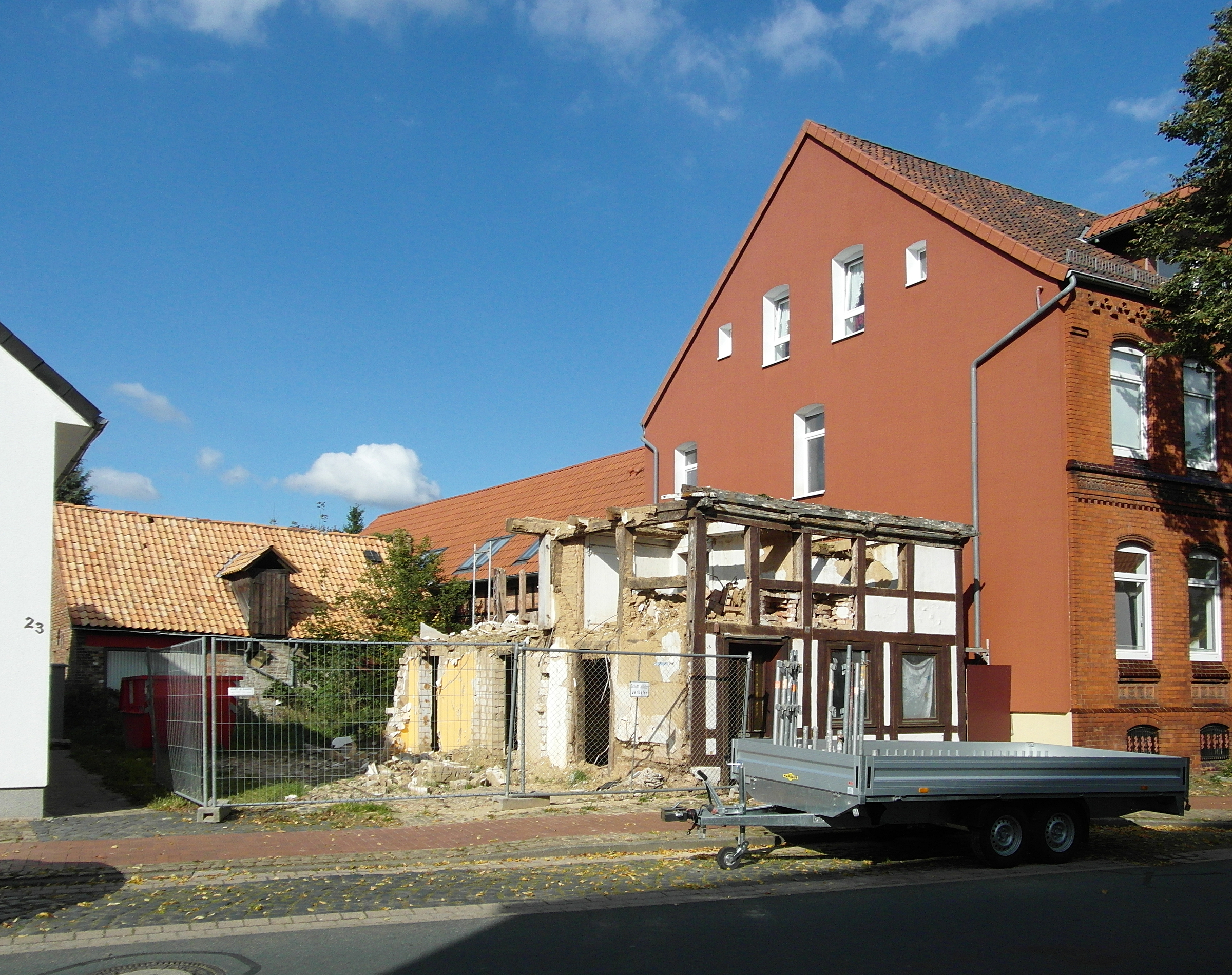
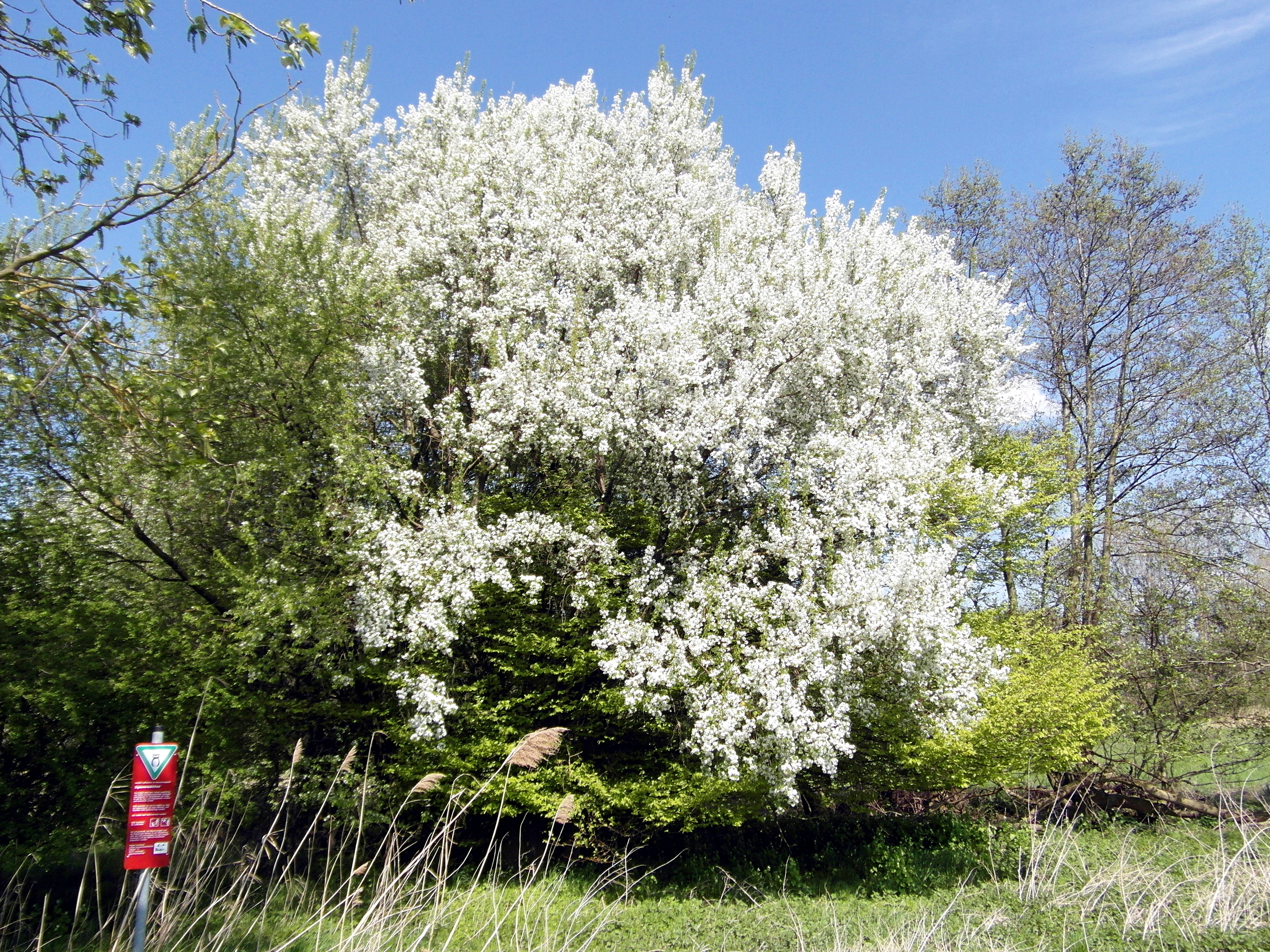
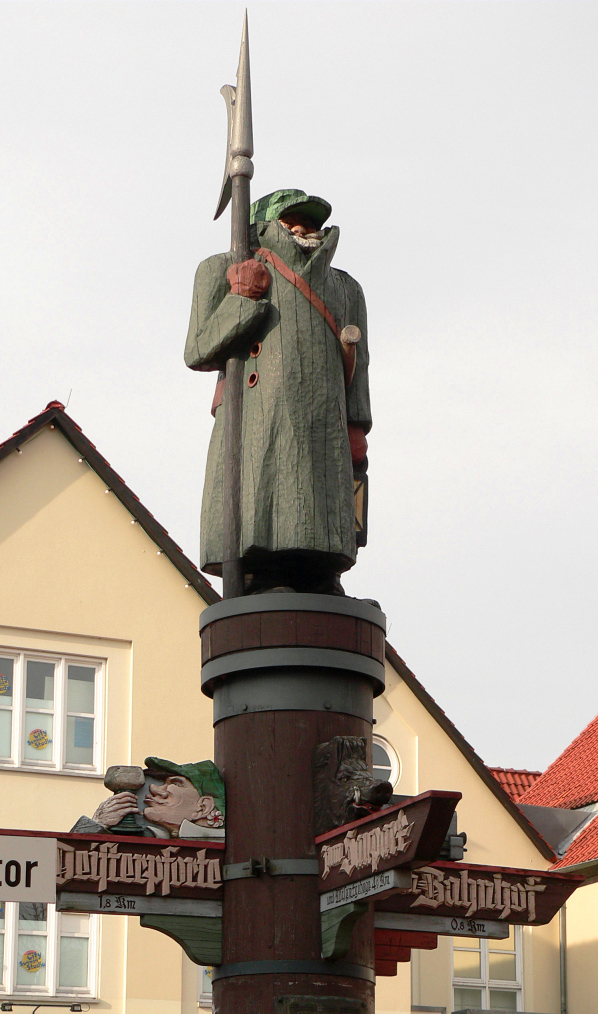
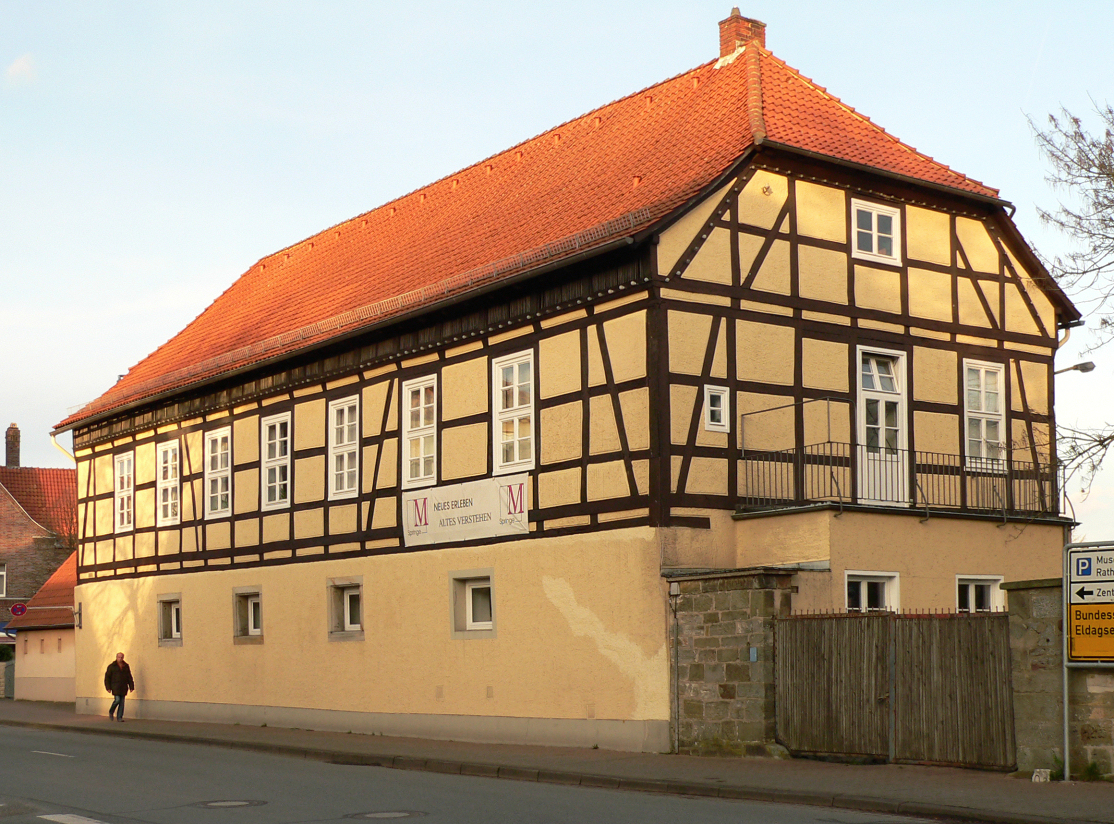